# Мизъри (роман)
Вижте пояснителната страница за други значения на Мизъри.
Мизъри (на английски: Misery) е роман от Стивън Кинг, публикуван през 1987. Книгата, за която Кинг твърди, че почти е написал на ръка, е една от малкото му романи, чието действие се развива в Колорадо. Първоначално Стивън Кинг има идея Мизъри да е следващият роман на Ричард Бакман (псевдоним на Стивън Кинг) след Проклятието, но след като се разкрива, че Ричард Бакман е негов псевдоним, той се отказва от идеята.
Действието в романа се развива около Пол Шелдън, автор на любовни романи-бестселъри, който, след автомобилна катастрофа, е спасен от жена на име Ани Уилкс, медицинска сестра, която твърди, че е най-голямата му почитателка. Тя отвежда Пол в дома си и започва да се грижи за него. Малко след това последният роман на Пол, Детето на Мизъри излиза от печат. Като разбира, че любимата ѝ героиня умира, Ани държи Пол като затворник, докато не напише нова книга, в която да върне живота на Мизъри.

## Адаптации
- Уилям Голдман адаптира романа във филмов сценарий за американски филм от 1990 със същото име, режисиран от Роб Райнър. В ролите на Пол и Ани участват артистите Джеймс Каан и Кати Бейтс. Кати Бейтс получава Оскар за най-добра актриса за ролята си във филма (вижте Мизъри (филм))
- Романът е адаптиран и в театрална пиеса, която не се радва на особен успех.